# 佐藤信二
佐藤 信二（さとう しんじ、1932年〈昭和7年〉2月8日 - 2016年〈平成28年〉5月3日）は、日本の政治家。運輸大臣、通商産業大臣、衆議院議員（8期）、参議院議員（1期）などを歴任。位階勲等は正三位勲一等。衆議院議員永年在職表彰受彰。父は第61、62、63代内閣総理大臣の佐藤栄作。

## 経歴・人物

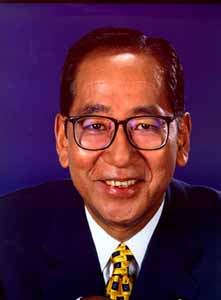
第2次橋本内閣での通商産業大臣就任時に公表された肖像（1996年）

山口県熊毛郡田布施町出身。東京都立大学附属高等学校を経て慶應義塾大学法学部卒業後、日本鋼管株式会社（現JFEスチール、JFEエンジニアリング）に入社。
1972年、冷延鋼板課長として訪中。日中国交正常化直前のタイミングではあったが、広州に滞在して鋼材の売り込みを行った。
1974年の第10回参議院議員通常選挙で全国区に出馬し初当選。沖縄開発政務次官を務める。
1979年の第35回衆議院議員総選挙にて旧山口2区へ鞍替え出馬。「（父）栄作11回目の選挙」と位置付けて選挙民にアピールを行い、衆議院議員に初当選した（当選同期に保利耕輔・畑英次郎・麻生太郎・岸田文武・白川勝彦・丹羽雄哉・亀井静香・吹田愰・宮下創平・亀井善之・船田元など）。
自民党では父が率いた佐藤派の流れを汲む田中派→竹下派→小渕派に属した。竹下改造内閣で運輸大臣として初入閣。1992年の東京佐川急便事件で竹下派が小沢一郎・羽田孜支持グループと小渕恵三支持グループに分裂すると、佐藤は村岡兼造、中村喜四郎、西田司、野中広務らとともに小渕恵三を支持した。第2次橋本内閣では通商産業大臣を務めた。1998年の自由民主党総裁選挙では領袖の小渕を推す派の意向に反して出馬した梶山静六を支持し派を離脱した。
1994年の公職選挙法改正（小選挙区比例代表並立制施行）以降の選挙では、1996年の第41回衆議院議員総選挙で山口2区に出馬し当選。しかし、2000年と2003年の衆院選では民主党の平岡秀夫に連敗。2003年総選挙では比例中国ブロックで復活当選した。比例名簿では当選最下位であったため、引退した宮澤喜一が終身比例名簿1位のままであれば落選になっていた。
1997年1月の記者会見で「発電、送電事業の分離はタブーとされてきたが、大いに研究すべき分野だ」と電力業界の競争政策に関して発言したことで、電力の自由化の流れの嚆矢となった。
2005年7月5日の郵政国会の衆議院本会議の郵政民営化法案の採決では欠席して造反。同年9月11日の第44回衆議院議員総選挙には出馬せず政界を引退した。通算当選8回（参1回）。なお、急な引退表明をする一方で後継者指名をしなかったため、自民党山口県連は早急に山口2区での候補者選定を迫られることになった。自民党の後任候補は公示9日前に福田良彦を擁立することになった。

## 政界引退後
2008年2月18日、台湾の陳水扁総統から、日華議員懇談会の前会長として長年・日台友好に寄与した功績として、台湾で外国人議員に贈る最高栄誉の勲章である「大綬景星勲章」を現会長の平沼赳夫とともに授与された。
台湾高速鉄道の日本連合受注に大きく貢献した。
2009年12月22日、東京都世田谷区代沢の私邸に保管していた、沖縄返還にあたり有事の際にはアメリカ軍が沖縄に核兵器を非核三原則に違反して持ち込む事を容認する、父・栄作と大統領リチャード・ニクソンの秘密合意書（詳細は日米核持ち込み問題を参照）を公開した。なお、機密文書を持ち帰ったのは栄作である。
座右の銘を「愚公移山」としていた。
2016年5月3日午前0時10分、心不全のため、世田谷区内の病院で死去。84歳没。政府は没後、正三位に叙することを閣議決定した。

## 栄典
- 2003年4月29日：勲一等旭日大綬章
- 2008年2月18日：大綬景星勲章（中国語版）
- 2016年5月3日：正三位

## 家族・親族
- 父・佐藤栄作（内閣総理大臣）
- 母・佐藤寛子（外相・松岡洋右の姪）

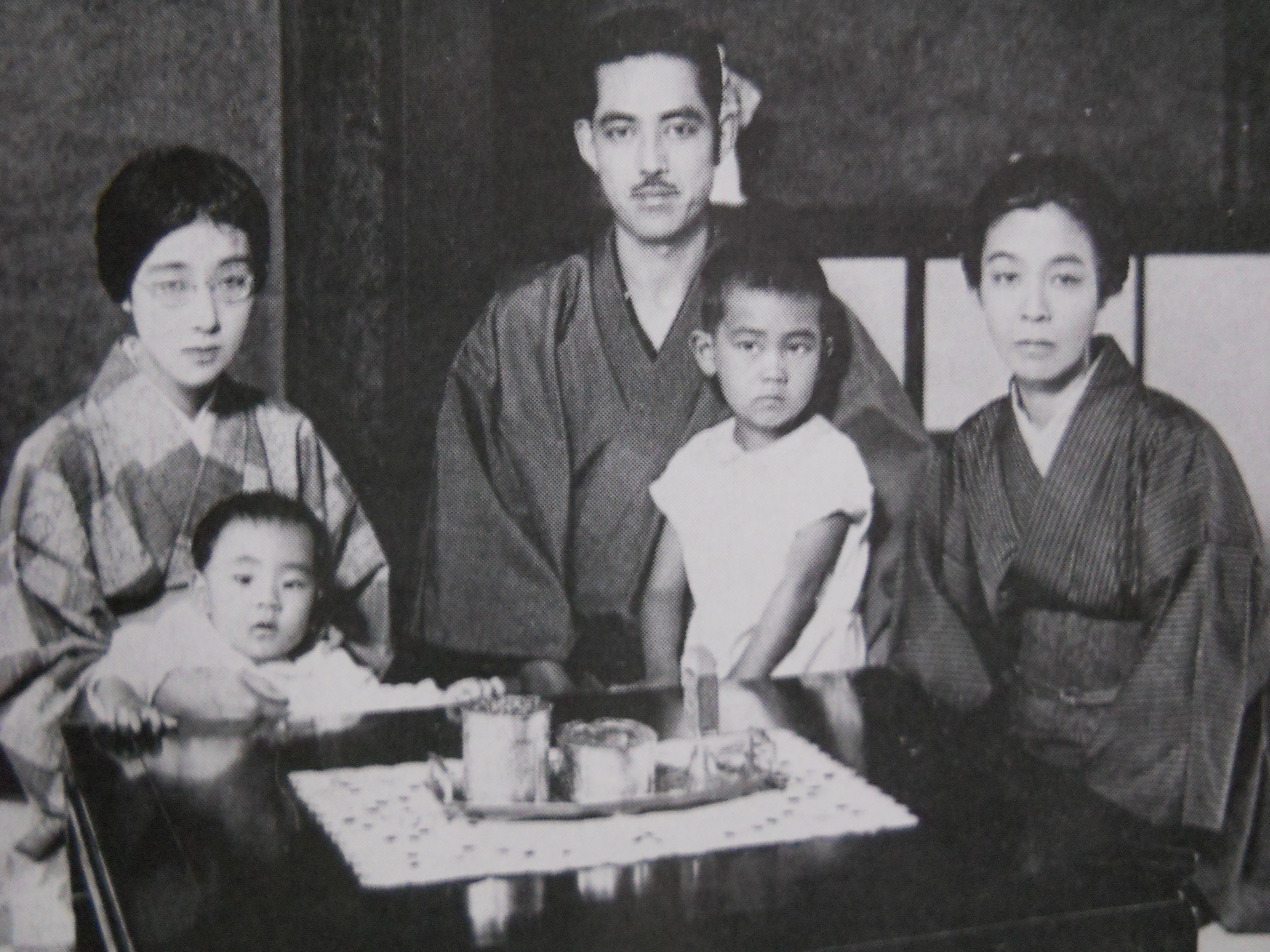
父・栄作が鳥栖運輸事務所長だった時代の佐藤一家。母・寛子に抱かれている赤ん坊が信二、着物姿の男性が栄作。

- 兄・佐藤龍太郎（JR西日本取締役などを務めた）
- 妻・和子（東京ガス会長・安西浩の長女）
- 娘・実花（元日本テレビ放送網報道記者、下記の阿達雅志の妻）[12]。
- 女婿・阿達雅志（公設秘書・参議院議員）
- 伯父・岸 信介（内閣総理大臣）
- 従兄・岸 信和（信介の長男、西部石油会長）
- 従姉・安倍洋子（信介の長女、安倍晋太郎の妻、安倍晋三・岸 信夫の母）

## 系譜
佐藤家（佐藤氏系譜（武家家伝））
```
　　　　　　　　　　　　　　　　　　　　　
　　　　　　　　　　　　　　　　　　　　┏昭和天皇━━━━━━━━━明仁上皇
　　　　明治天皇━━━大正天皇━━━━━┫　　　
　　　　　　　　　　　　　　　　　　　　┗三笠宮崇仁親王━━━━━━寬仁親王　　　
　　　　　　　　　　　　　　　　　　　　　　　　　　　　　　　　　　　┃　　　　　┏彬子女王 
　　　　　　　　　　　　　　　　　　　　　　　　　　　　　　　　　　　┣━━━━━┫
　　　　　　　　　　　　　　　　　　　　　　　　　　　　麻生太賀吉　　┃　　　　　┗瑶子女王
　　　　　　　　　　　　　　　　　　　　　　　　　　　　　　　┃　　┏信子
　　　　　　　　　　　　　　　　　　　　　　　　　　　　　　　┣━━┫
　　　　　　　　　　　　　　　　　　　　　　　　　　　　　　　┃　　┗麻生太郎
　　　　　　　　　　　　　　　　　　　　　　　　　　　　　　┏和子　
　　　　　　　　　　　　　　　　　　　　　　　吉田茂━━━━┫
　　　　　　　　　　　　　　　　　　　　　　　　　　　　　　┗桜子
　　　　　　　　　　　　　　　　　　　　　　吉田祥朔　　　　　┃
　　　　　　　　　　　　　　　　　　　　　　　　┣━━━━━吉田寛
　　　　　　　　　　　　　　　　　　　　　　　┏さわ
　　　　　　　　　　　　　　　　　　　　　　　┃　　　　　　┏寛子（栄作の妻）
　　　　　　　　　　　　　　　　　　　　　　　┣佐藤松介━━┫
　　　　　　　　　　　　　　　　　　　　　　　┃　　┃　　　┗正子
　　　　　　　　　　　　　　　　　　　　　　　┃　┏藤枝
　　　　　　　　　　　　　　　　　　　　　　　┃　┃
　　　　　　　　　　　　　　　　　　　　　　　┃　┗松岡洋右　
　　　　　　　　　　　　　　　　　　　　　　　┃
　　　　　　　　　　　　　　　　　　　　　　　┃
佐藤信孝━━佐藤信立━━佐藤信寛━━佐藤信彦━╋佐藤寛造　
　　　　　　　　　　　　　　　　　　　　　　　┃　　
　　　　　　　　　　　　　　　　　　　　　　　┃（池上）　　　　　　　　　　　　　　　　　　　　　
　　　　　　　　　　　　　　　　　　　　　　　┣佐藤作造　　
　　　　　　　　　　　　　　　　　　　　　　　┃　
　　　　　　　　　　　　　　　　　　　　　　　┗茂世　　　　　安倍晋太郎
　　　　　　　　　　　　　　　　　　　　　　　　┃　　　　　　　　┃
　　　　　　　　　　　　　　　　　　　　　　　　┣━┳佐藤市郎　　┣━━━━━安倍晋三
　　　　　　　　　　　　　　　　　　　　　　　　┃　┃　　　　　　┃
　　　　　　　　　　　　　　　　　　　　（佐藤）┃　┃（佐藤）　　┃
　　　　　　　　　　　　　　　　　　　　　┏岸秀助　┣岸信介━━洋子
　　　　　　　　　　　　　　　　　　　　　┃　　　　┃
　　　　　　　　　　　　　　　　　　　　　┃　　　　┃
　　　　　　　　　　　　　　　　岸要蔵━━┫　　　　┗佐藤栄作━┳佐藤龍太郎━━佐藤栄治
　　　　　　　　　　　　　　　　　　　　　┃　　　　　　　　　　┃
　　　　　　　　　　　　　　　　　　　　　┃　　　　　　　　　　┗佐藤信二
　　　　　　　　　　　　　　　　　　　　　┗岸信政━━良子　　　　　　┃
　　　　　　　　　　　　　　　　　　　　　　　　　（信介の妻）　　　　┃
　　　　　　　　　　　　　　　　　　　　　　　　　　　　　　　　　　　┃
　　　　　　　　　　　　　　　　　　　　　　　　　　　安西浩━━━━和子
　　　　　　　　　　　　　　　　　　　　　　　　　　
　　　　　　　　　　　　　　　　　　　　　　　　　　　

```